# Outlaw 41
De Outlaw 41 was een hitlijst uitgezonden op de Nederlandse radiozender KINK Indie (themakanaal van KINK), die alternatieve muziek draait. Bij de Outlaw 41 was de bovenste positie niet nummer 1, maar nummer 0. De Outlaw 41 ontstond in 1994 bij Veronica op Radio 3FM en ging in 1995 over naar Kink FM, waar deze tot september 2006 werd uitgezonden. De lijst werd in die jaren gepresenteerd door Rob Stenders, Arjen Grolleman en Vincent de Lijser.
Vanaf september 2006 werd de lijst voortgezet onder de naam Kink 40. Deze lijst werd iedere vrijdag tot en met 16 september 2011 uitgezonden door Kink FM, tussen 16 en 19 uur.
Op 4 januari 2019 kwam de Outlaw 41 terug. Tot februari 2019 werd de lijst alleen online gepubliceerd. Sinds 8 februari 2019 werd de lijst elke week uitgezonden op Kink, gepresenteerd door Jasper Leijdens. Vanaf de zomer van 2020 is de presentatie in handen van Stefan Koopmanschap. Vanaf 8 november 2020 wordt de Outlaw 41 ook uitgezonden op het themakanaal KINK Indie. Op 29 november 2020 was de lijst de laatste keer te horen op het hoofdkanaal van KINK, vanaf 6 december 2020 wordt de lijst alleen nog op KINK Indie uitgezonden. In 2022 werd de laatste Outlaw 41 uitgezonden bij KINK Indie.
Kink geeft geen informatie op basis van welke criteria de Outlaw 41 wordt samengesteld. In tegenstelling tot de reguliere hitlijsten lijkt populariteit niet belangrijk te zijn voor een notering. De eindejaarslijst die bij de Outlaw 41 hoort is de Outlaw 141. Deze lijst werd jaarlijks aan het eind van het jaar samengesteld door alle Outlaw 41-lijsten van het jaar bij elkaar op te tellen.